# Кречарство
Кречарство, печење креча један је од најстаријих заната којим се људи баве још из периода праисторије. Као финални производ у кречарству настаје креч, Овај кредасти минерал, лако растворљив у води, настаје процесом жарења или печења кречњака, на температури изнад 1.000 °C, у за ту намену специјално саграђеним кречанама (кречним пећима),
Креч је један је од најстаријих и најраспрострањенијих грађевинских материјала, који се вековима употребљава као везивно средство у грађевинарству или као премаз при кречењу, односно бојењу и дезинфекцији спољашњих и унутрашњих зидова стамбених и других објеката. Креч се обилато користи и као хемијска сировина у индустрији, средство за третирање отпадних вода са феро-сулфатом у заштити животне средине, средство за заштиту биљака са бакар-сулфатом у пољопривреди итд.

Вековима се људи баве кречарством у пољским кречанама, најчешће у руралним срединамана на географским подручјима широм света, богатим кречњаком и шумама (огревним дрветом). Печење креча као и свака друга занатска производња, од свог настанка, имала је своје специфичности и законитости које су зависиле од географских карактеристика средине, историјских периода у развоју друштва, индустрије, пољопривреде и грађевинарства као привредне гране. 
„У свим турбуленцијама у друштву, било да су изазване економским успоном, потребом за технолошким напретком, ратовима, елементарним непогодама, катастрофама: увек се нешто  рушило, али и подизало градило, обнављало, а у том послу креч је био незаобилазан материјал.“
Кречари су за бројне потребе човека најпре производили креч у пољским-импровизованим кречанама на традиционалан начин, вековима познатом методом, коју су са колена на колено преносиле бројне породице кречара. Данас када је све више овладала индустријска производња креча у савременим кречним пећима, а нови и јефтинији материјали и нове технологије замениле креч у грађевинарству, овај занат и производња креча у пољским (привременим) кречанама све више изумире и све ређе се среће или га готово је нема у развијеним земљама света.

## Историјат развоја кречарства
Легенда о кречарству
Међу кречарима кола једна легенда, о преклу кречарства (креча), која каже; „да су креч открили пећински људи који су током печења меса на камену-кречњаку приметили да се након неколико ложења камен на једној страни испекао и почео да распада. Када је на тако испечен камен пала киша створила са маса слична кајмаку која је касније названа креч. Тако се овом легендом заслуге за настанак кречарења приписују прачовеку.“
Материјални докази
Најстарији материјални докази о кречарству, датирају из 10-11.000. г.п.н.е, а откривени су у јамама ископаним у земљи на археолошком локалитетету Гобек Тепе („трбушасто брдо“), светилишту из доба неолита, у југоисточној Анатолији, у данашњој Турској, око 15 км североисточно од града Şanlıurfa (бивши Урф) и 95 км од реке Еуфрат.
По бројности докумената, сачуваних до данас, који се односе на ове занатлије-кречаре, може се претпоставити да је њихова делатност била једна од најцењенијих и најинтезивнијих занатских делатности, нарочито у оним деловима света, и у оним периодима економског развоја друштва када се на неком простору интензивно одвијала грађевинска делатност. Докумената из архива такође упућују и на констатацију да су мајстори-кречари били веома радни, професионални, стручни и коректни у извршавању овог нимало лаког посла.
На брдовитим и планинским кречњачким пространствима, која су најчешће оскудевала плодном земљом и водом, рурално становништво у оскудици обрадиве земље није имало велики избор послова за зараду, па се бавило кречарењем. На основу археолошких истраживања широм света, могуће је претпоставити да је свако село имало кречану за своје потребе, али и за продају креча у градовима који су за свој стални урбани развој и изградњу објеката за становање, друштвени живот, школовање итд, захтевали све већу производњу креча. Креч се у великим количинама користио и за изградњу бројних монументалних грађевина у свету попут; Вавилонских Кула Египатских пирамида, Кинсеког зида, бројних одбрамбених утврђења широм света, велелепних верских храмова и светилишта. Креч је све више трошен а кречарство, као занат био је стално у пуном замаху све до почетка 21. века.

## Кречне пећи
Пећи за печење креча могу бити: привремене, или повремено употребљаване кречне пећи и сталне или пећи у непрекидној употреби.

### Привремене (шаржне) кречне пећи
Ова врста кречних пећи, које носе назив и шаржне, изграђена је од камена или опеке најчешће је укопана у земљу и среће се углавном у руралним срединама широм света, у непосредној близини налазишта кречњака. Једноставне је конструкције, примитивног изгледа са бројним недостацима. Комади кречњака, који се уносе у ову пећ одозго слажу се до њеног врха, и распоређују тако да између њих остају шупљине за пролазак пламена.
Привремене пећи се пале пре сваког почетка печења кречњака, па се температура у њима постепено подиже до оне потребне за сагоревање кречњака. Након печења пећ се гаси а креч се одмах не вади, већ у њој остаје све док се потпуно не охлади. Зато цео процес производње креча траје 50 и више часова. ;Недостаци
Недостаци шаржних пећи су:
- Велики губитак топлоте и времена, с обзиром да се процес загревања и хлађења пећи сваки пут понавља.
- Запослени на кречанама исту опслужују непрекидно више дана, а рад на утовару и истовару кречњака, огревног дрвета и готовог креча је изузетно напоран и обавља се ручно.
- Појава велике количине отпадних продуката, неорганских анхидрида, који се стварају у процесу печања и умањују количину произведеног креча.

#### Фазе у раду шаржних пећи
Печење креча у привременим (шаржним) кречанама овбавља се кроз неколоко фаза које обухватају:
Избор локације за кречану и припремни радови
Пре почетка израде кречане кречари су прво бирали најпогоднију локацију за копање рупе–кречне јаме, која је мора бити у окружењу где има довољно камена и огревног дрвета. Такође локација кречане мора бити у близини пута или речне или морске обале погодне за пристајање чамаца или барки за транспорт креча. За кречану се обично бира нека мања вртача или увала у чију се средину забија колац и уз помоћ канапа описује круг како би се одредила и означила величина кречане.
Припремни радови, на изради кречане и прикупљању материјала трају око две недеље, и обухватају поред израде кречане, сечу дрвета и сакупљање камења око будуће кречане. У припремним радовима кречари обично ангажују већи број људи. Почев од оних који су се међусобно удружили ради производње креча, до њихових укућана, родбине, рабаџија и других сарадника.
Израда пећи
Ширина јаме за кречану обично износи два и по до три метра, а дубина је једнака полупречнику круга. Рупа (казан) кречане облажава се унаоколо сувомеђом до плоче, на којој се граде врата за убацивање дрвета. Отесани камен или опека се ређа без икаквог везивања, у облику свода, а средина свода се затвара једним каменом у облику пирамиде. Волат и рупа на кречани морају бити исте величине.
На супротној страни од врата за убацивање дрвета, испод волта, налазе се друга, мања, врата која служе за избацивање жара и пепела када се кречана запали. Са спољне стране рупе побадају су се дугачки кочеви око којих се плете плот. Упоредо са овим послом, ставља се иза плота прво земља, па ситно камење, што чини такозвану кошуљицу.
На крају се у кречану ставља „товар“ или крупно камење. Крупно камење у кречани ређа се у облику заобљене купе која мора бити висока онолико колики је пречник рупе.
Потом следи покривање товара слојем земље, или кошуљицом дебљине око 30 см, која се на врху посипа ситни кречњаком у облику свода. На средину свода се ставља камен осредње величине, који се назива голуб или кокот. Он служи да би се препознало када је камен печен.
Око кречане, у земљи, обавезно се копа канал који треба да одводи воду даље од рупе у случају кише и других падавина. 
Паљење и печење
Након паљења пећи у горњем делу пећи долази до сушења комада сировог кречњака, јер између њих из пећи излазе врели гасови декарбонизације. При томе се кречњак истовремено предгрева за реакцију разлагања карбоната.
Зона загревања је у средишњем делу пећи где је температура максимална, а у доњем делу након изласка из пећи долази до хлађења готовог производа.
|                |                     |                        |                         |  |
| Ископ кречњака | Потпаљивање кречане | Процес печења кречњака | Хлађење испеченог креча |  |

### Сталне кречне пећи
Сталне или кречне пећи, за разлику од шаржних, су у непрекидној употреби. Израђене су од ватросталне опеке или гранита, чији су зидови са спољне стране заштићени специјалним облогама.
Након паљења ове пећи су у сталној употреби, јер се убацивање кречњака и вађење креча у њима обавља континуирано без гашења ватре и хлађења пећи. Постоје две врсте ових пећи: вертикалне и ротационе. 
Вертикалне-сталне кречне пећи
Ова врста пећи је од гранита, делимично обложена каменом претходно изолованог како би се олакшало клизање креча у току производње. Оне су веома сличне привременим пећима, с том разликом што код њих постоје врата за убацивање кречњака са горње стране, и бочна или испусна врата, за вађење печеног креча и убацивање горива. Вертикалне пећи користе кречњак средње тврдоће.
Гориво у овим пећима може бити: 
- огревно дрво,
- мазут или природни гас.

Недостаци ових пећи су: гориво и кречњак су распоређени у различитим слојевима (нивоима), па је креч лошијег квалитета, јер је помешан са пепелом, шљаком, итд.
Ротационе-сталне кречне пећи
Ова врста пећи састоје се од кружне цеви, подељен у разне коморе, са отворима за убацивање уситњеног кречњака и вађење креча. Као гориво у овим пећима користе се мазут или природни гас.
Печење у овим пећима почиње у комори кроз коју пролазе, на високој температури загрејани гасови, који након што изврше печење кречњака, излаза кроз централни димњак. Материјал из коморе за печење потом прелази у другу комору, где се хлади ваздухом који се компресорима упумпава из спољне средине. Потом се сукцесивно, наставља кретање креча кроз остале коморе, где се креч меље и ослобађа од нечистоће, или све до завршетка целог процеса.

## Емисија угљен-диоксида у кречарству
Кречарска индустрија је значајан емитер угљен-диоксид. У току производње креча једне тоне калцијум-оксида распадањем у калцијум-карбонат, праћена је ослобађањем 785 килограма угљен-диоксида. При томе у наким производима креча, као што је кречни малтер, угљен-диоксид се при његовом гашењу са водом поново апсорбује.
Поред тога, ако сер за производњу креча користи енергија (3,75 МЈ/кг, у кречној пећи) која се добија сагоревањем фосилних горива ослободиће се угљен-диоксид: у случају коришћења угља око 295 kg/t, у случају коришћења природног гаса као горива 206 kg/t.
Потрошња електричне енергије у ефикасном постројењу је око 20 kWh по тони креча. Овај додатни улаз је еквивалент од око 20 kg CO2 по тони, ако је електрична енергија добијена из угља. Дакле, укупна емисија угљен-диоксида може да буде око 1 тону CO2 за сваку добијену тону креча у ефикасним индустријским погонима. Нажалост због лоше ефикасности једног дела постројења за производњу креча у свету она обично износи 1,3 t/t.

## Будућност традиционалног кречарства
Традиционално кречарство је тежак занат који се не може индивидуално изводити и намеће удруживање неколико људи. Физички је изузетно напоран. Потребно је извадити камен, изломити га на комаде, транспортовати до пећи, припремити дрва, затим непрекидно ложити неколико дана и ноћи. Након тога следи вађење печеног креча и његово чување или гашење и на крају продаја. Изузетно је тешко ценом конкурисати индустријском кречу из следећих разлога:
- Питање рентабилности је кључно за будућност традиционалног кречарства.
- За разлику од прошлих времена, дрва и камен треба платити.
- Бројни закони регулишу емисију угљен диоксида у атмосферу и намећу ограничења овом занату.
- Индустријска производња креча траје два сата, док је за производњу на традиционалан начин потребно утрошити пуно времена за припремне радове и печење.
- Мајсторство у изради се губи. Мајстори зидари губе знања и не  усуђују се да раде кречним малтером нити знају да малтеришу мистријом.
- Људи са села одлазе у друга места.[9]